# Ethiopia International 2012
Die Ethiopia International 2012 im Badminton fanden vom 11. bis zum 14. Oktober 2012 in Addis Abeba statt.

## Austragungsort
- Arat Kilo Sports & Education Centre, Addis Abeba

## Sieger und Platzierte
| Disziplin    | Gold                                      | Silber                                | Bronze                                       |
| ------------ | ----------------------------------------- | ------------------------------------- | -------------------------------------------- |
| Herreneinzel | Jan Fröhlich                              | Asnake Getachew Sahilu                | Lemma Efrem                                  |
| Herreneinzel | Jan Fröhlich                              | Asnake Getachew Sahilu                | Mekonen Gebrelu                              |
| Dameneinzel  | Shamim Bangi                              | Shama Aboobakar                       | Kidanemariam Eyerusalem                      |
| Dameneinzel  | Shamim Bangi                              | Shama Aboobakar                       | Yerusksew Legssey Tura                       |
| Herrendoppel | Teera Reta Asnake Getachew Sahilu         | Ermiyas Tamrat Degefe Mekonen Gebrelu | Teklu Endale Asrar Seid                      |
| Herrendoppel | Teera Reta Asnake Getachew Sahilu         | Ermiyas Tamrat Degefe Mekonen Gebrelu | Adem Ibrahim Yakob Surafel                   |
| Damendoppel  | Firehiwot Getachew Yerusksew Legssey Tura | Daniel Mahlet Berhanu Samrawit        | Tatek Bilen Kidanemariam Eyerusalem          |
| Damendoppel  | Firehiwot Getachew Yerusksew Legssey Tura | Daniel Mahlet Berhanu Samrawit        | Aman Dureti Temesgen Haleluya                |
| Mixed        | Asnake Getachew Sahilu Yakob Ayelech      | Teera Reta Firehiwot Getachew         | Ermiyas Tamrat Degefe Yerusksew Legssey Tura |
| Mixed        | Asnake Getachew Sahilu Yakob Ayelech      | Teera Reta Firehiwot Getachew         | Asrar Seid Abera Haregewoyin                 |